# Commune fusionnée d'Arzfeld
La commune fusionnée d'Arzfeld est une municipalité fusionnée allemande située dans le land de Rhénanie-Palatinat et l'arrondissement d'Eifel-Bitburg-Prüm.

Localisation de la Verbandsgemeinde d'Arzfeld dans l'arrondissement d'Eifel-Bitburg-Prüm